# Веллс (Вісконсин)
Веллс (англ. Wells) — місто (англ. town) в США, в окрузі Монро штату Вісконсин. Населення — 562 особи (2020).

## Демографія
Згідно з переписом 2010 року, у місті мешкало 519 осіб у 206 домогосподарствах у складі 152 родин. Було 229 помешкань
Расовий склад населення:
| - 97,7 % — білих - 0,2 % — азіатів - 1,3 % — осіб інших рас |

До двох чи більше рас належало 0,8 %. Частка іспаномовних становила 2,3 % від усіх жителів.
За віковим діапазоном населення розподілялося таким чином: 24,7 % — особи молодші 18 років, 60,3 % — особи у віці 18—64 років, 15,0 % — особи у віці 65 років та старші. Медіана віку мешканця становила 44,5 року. На 100 осіб жіночої статі у місті припадало 106,0 чоловіків;  на 100 жінок у віці від 18 років та старших — 105,8 чоловіків також старших 18 років.
Середній дохід на одне домашнє господарство  становив 72 827 доларів США (медіана — 65 313), а середній дохід на одну сім'ю — 83 830 доларів (медіана — 71 964). Медіана доходів становила 42 917 доларів для чоловіків та 35 417 доларів для жінок. За межею бідності перебувало 5,7 % осіб, у тому числі 9,5 % дітей у віці до 18 років та 5,4 % осіб у віці 65 років та старших.
Цивільне працевлаштоване населення становило 230 осіб. Основні галузі зайнятості: виробництво — 24,3 %, освіта, охорона здоров'я та соціальна допомога — 23,5 %, будівництво — 13,5 %, роздрібна торгівля — 7,8 %.